# BLS Ce 4/6
Les Ce 4/6 sont des locomotives électriques de la compagnie de chemin de fer des Alpes bernoises BLS (Bern-Lötschberg-Simplon). L'ensemble était composé de 17 machines. Les quatorze premières locomotives ont été achetées en 1920 et les trois dernières en 1924. Elles étaient plus petites et moins puissantes que les Be 4/6 construites pour les Chemins de fer fédéraux suisses (CFF).

## Construction
Les Ce 4/6 n° 301 à 314 furent construites par les usines SLM Winterthur (SLM) pour la partie mécanique et par Maschinenfabrik Oerlikon (MFO) pour la partie électrique. Les Ce 4/6 n° 315 à 317 furent construites par les usines SLM pour la partie mécanique et par Brown, Boveri & Cie pour la partie électrique
La puissance de ces trois dernières locomotives fut augmentée à 760 kW et leurs vitesses passa ainsi à 75 km/h. Par conséquent, elles furent appelées Be 4/6.

## Transformation
Entre 1954 et 1956, les Ce 4/6 n° 308 à 317 furent entièrement transformées. La caisse fut raccourcie, passant de 14,39 m à 12.34 m et les roues porteuses furent alors retirées. Leurs poids fut également réduit à 64 t, au lieu de 70 t. Elles devinrent ainsi des Ce 4/4.

## Exploitation
Elles furent exploitées par diverses compagnies dont :
- 3 par le Bern-Lötschberg-Simplon (BLS)
- 2 par le Spiez-Erlenbach-Bahn (SEB)
- 2 par le Erlenbach-Zweisimmen-Bahn (BCE)
- 5 par le Gürbetalbahn (GTB)
- 2 par le Bern-Schwarzburg-Bahn (DBO)
- 3 par le Chemin de fer Berne–Neuchâtel (BN)

| Numéro | Exploitant(s)                                     | Démolition                          |
| ------ | ------------------------------------------------- | ----------------------------------- |
| 301    | BLS                                               | 1972                                |
| 302    | BLS                                               | 1969                                |
| 303    | BLS                                               | 1971                                |
| 304    | SEB / SEZ (1943)                                  | 1973                                |
| 305    | SEB / SEZ (1943)                                  | 1968                                |
| 306    | BCE / SEZ (1943)                                  | 1971                                |
| 307    | BCE / SEZ (1943)                                  | Véhicules historique BLS            |
| 308    | GTB / GBS (1944) / BLS (1956) / ABG n° 309 (1957) | 1975                                |
| 309    | GTB / GBS (1944) / BLS (1957) / GBS n° 314 (1975) | 1975                                |
| 310    | GTB / GBS (1944)                                  | 1979                                |
| 311    | GTB / GBS (1944)                                  |                                     |
| 312    | GTB / GBS (1944) / SZU n° 42 (1975)               | Véhicule historique BLS depuis 2013 |
| 313    | BSB / GBS (1944)                                  | 2008 à la suite d'un accident       |
| 314    | BSB / GBS (1944) / BLS n° 308 (1975)              | 1984                                |
| 315    | BN                                                |                                     |
| 316    | BN                                                | 2008                                |
| 317    | BN                                                | 1968                                |

- Avant leurs mises au rebut, les Ce 4/4 n° 307 et 310 furent utilisées à Bönigen pour le service de manœuvre.
- La Ce 4/4 n° 307 est ensuite devenue véhicule historique et fut exposée au Musée des transports de Lucerne.
- La Ce 4/4 n°312 fut utilisée par le SZU, puis par le Club del San Gottardo. En mars 2013, elle entra dans l'inventaire de la Fondation BLS, qui prend en charge les véhicules historiques de la BLS.
- Le transformateur de la Ce 4/4 n° 316 fut transféré dans la De 6/6 n° 15301 à la suite de la révision de celle-ci. Le reste de la locomotive fut démoli.

## Traduction
- (de) Cet article est partiellement ou en totalité issu de l’article de Wikipédia en allemand intitulé « BLS Ce 4/6 » (voir la liste des auteurs).